# Изгубеният свят: Джурасик парк
Вижте пояснителната страница за други значения на Джурасик парк.
„Изгубеният свят: Джурасик парк“ (на английски: The Lost World: Jurassic Park) е американски научнофантастичен приключенски филм, от 1997 г. режисиран от Стивън Спилбърг. Сценарият е на Дейвид Коъп, по романа „Изгубеният свят“ на Майкъл Крайтън.
Филмът започва четири години след случилото се в „Джурасик парк“. На изоставен остров динозаврите са оцелели и са оставени да бродят свободно. През това време Джон Хамънд губи контрол над компанията си „Инджен“ от племенника си Питър Удлоу, който събира екип, който да донесе животните на континента. Хамънд вижда възможност да изкупи греховете си и изпраща експедиция, водена от д-р Иън Малкълм да стигне до острова преди екипа на „Инджен“. Двете групи се сблъскват с опасности и трябва да се съюзят за да оцелеят.

## Български дублажи
| Озвучаващи артисти  | Христина Ибришимова Даниела Сладунова Владимир Пенев Стефан Димитриев Димитър Иванчев Пламен Манасиев |
| Преводач            | Ралица Ботева                                                                                         |
| Тонрежисьор         | Цветомир Цветков                                                                                      |
| Режисьор на дублажа | Красимир Куцупаров                                                                                    |

| Озвучаващи артисти  | Таня Димитрова Яница Митева Георги Георгиев-Гого Стефан Сърчаджиев-Съра Петър Бонев |
| Преводач            | Ралица Ботева                                                                       |
| Тонрежисьор         | Александър Тодоров                                                                  |
| Режисьор на дублажа | Михаела Минева                                                                      |

## Филми от поредицата за „Джурасик парк“
Поредицата „Джурасик парк“ включва 7 филма:
- „Джурасик парк“ (1993)
- „Изгубеният свят: Джурасик парк“ (1997)
- „Джурасик парк III“ (2001)
- „Джурасик свят“ (2015)
- „Джурасик свят: Рухналото кралство“ (2018)
- „Джурасик свят: Господство“ (2022)
- „Джурасик свят: Прераждане“ (2025)